# Ben Grubbs
Benjamin Richard Grubbs (Columbus, 10 marzo 1984) è un giocatore di football americano statunitense che gioca nel ruolo di offensive guard per i Kansas City Chiefs della National Football League. Fu scelto dai Baltimore Ravens nel corso del primo giro (29º assoluto) del Draft NFL 2007. Al college ha giocato a football a Auburn.

## Carriera professionistica

### Baltimore Ravens
Considerato il miglior prospetto tra le guardie selezionali nel draft 2007, Grubbs fu scelto come ventinovesimo assoluto dai Baltimore Ravens. Rimase con essi per cinque stagioni, venendo convocato per il suo primo Pro Bowl alla fine del 2011.

### New Orleans Saints
Grubbs firmò un contratto quinquennale del valore di 36 milioni di dollari coi New Orleans Saints il 15 marzo 2012. Nella sua prima stagione con la nuova franchigia disputò come titolare tutte le 16 partite, mentre nel 2013 fu convocato per il secondo Pro Bowl in carriera.

### Kansas City Chiefs
Il 12 marzo 2015, Grubbs fu scambiato coi Kansas City Chiefs per una scelta del quinto giro del Draft 2015.

## Palmarès
- Convocazioni al Pro Bowl: 2

2011, 2013
- PFWA All-Rookie Team - 2007

## Statistiche
| Partite totali      | 122 |
| Partite da titolare | 118 |

Statistiche aggiornate alla stagione 2014